# Laura Tanguy
Laura Tanguy (Angers, 2 agosto 1987) è una modella francese, vincitrice del titolo di Miss Francia 2008.

## Biografia
Dopo essere stata eletta rappresentante della regione dei Paesi della Loira per Miss Francia, Laura Tanguy si era classificata al secondo posto al concorso.
Tuttavia, in seguito alla pubblicazione di alcune fotografie sexy di Valérie Bègue, vincitrice della corona di Miss Francia è scoppiato uno scandalo che ha portato Geneviève de Fontenay, presidentessa dell'organizzazione di Miss Francia, a chiedere la riassegnazione del titolo della Begue.
In seguito la richiesta è stata ritrattata, ed a Valerie Begue è stato concesso di continuare ad essere Miss Francia 2008, a condizione che la modella non rappresentasse la Francia nei concorsi internazionali. Tale compite è quindi stato assegnato alla seconda classificata, Laura Tanguy, che ha quindi rappresentato la Francia ai concorsi internazionali come Miss Universo 2008 e Miss Mondo 2008.
Nel 2003 aveva partecipato anche al concorso Elite Model Look.